# Anemonactis mazeli
Anemonactis mazeli är en havsanemonart som först beskrevs av Antoine Jacques Louis Jourdan 1880.  I den svenska databasen Dyntaxa används istället namnet Anemonactis mazelii. Anemonactis mazeli ingår i släktet Anemonactis och familjen Haloclavidae. Arten är reproducerande i Sverige. Inga underarter finns listade i Catalogue of Life.